# سیارک ۳۸۱۷
سیارک ۳۸۱۷ (به انگلیسی: 3817 Lencarter، نامگذاری:1979MK1) سه هزار و هشتصد و هفدهمین سیارک کشف شده‌است که در ۲۵ ژوئن ۱۹۷۹ کشف شد.
قدر مطلق سیارک برابر ۱۴٫۶۰ است.